# Aníbal Fernández de Soto
Aníbal Fernández de Soto Camacho (Washington D. C., 1978) es un político y abogado estadounidense de origen colombiano, miembro del Partido de la U.
Fue Viceministro del Interior y de Defensa de Colombia y Secretario de Seguridad, Convivencia y Justicia de Bogotá en la alcaldía de Claudia López Hernández.

## Biografía
Aníbal Fernández de Soto Camacho nació en Washington D. C., en 1978, en el seno de una familia de la aristocracia colombiana, durante un encargo diplomático de su padre.
Inicio sus estudios de Primaria y secundaria en el Colegio Nueva Granada colegio considerado de elite junto con sus hermanos donde obtuvo buenas calificaciones en Ciencias sociales y publicó un pequeño periódico dentro del colegio durante algunos años, ingresó a la Universidad de los Andes donde se graduó en Derecho donde tuvo como profesores a Vladimiro Naranjo, Carlos Gaviria Díaz y Manuel José Cepeda también hizo una especialización en Economía en la misma universidad y además hizo un máster en Acción Política, Fortalecimiento Institucional y Participación Ciudadana en el Estado de Derecho en la Universidad Francisco de Vitoria, Universidad Rey Juan Carlos I y el Ilustre Colegio de Abogados de Madrid. 
Inició en la Política como asesor de su primo el congresista Roberto Camacho y allí inició su amistad con Angélica Lozano y Natalia Ángel en ese entonces también asesoras dé congresistas, posteriormente comenzó a trabajar como asesor para asuntos del Congreso de la cancillería de la entonces Ministra de Relaciones Exteriores en 2006, después se desempeñó como Secretario Alterno y de Relaciones Internacionales del Partido Conservador.
En 2006 se lanzó como concejal de Bogotá por dicho partido pero no pudo ser elegido, luego trabajaría con Frank Pearl entonces Consejero de la Alta consejería para la reintegración social y económica de personas y grupos alzados en armas como su asesor, posteriormente es nombrado Director ejecutivo Cámara de la Industria de Bebidas de la ANDI y después de ser padre fue nombrado director general de Ordenamiento Ambiental Territorial del recién creado Ministerio de Ambiente y Desarrollo Sostenible en el que enfrentó desafíos como el fenómeno de la niña nueve meses, después fue designado Viceministro del Interior de Colombia donde tuvo una participación clave en la interlocución con los indígenas Nasa en el Cauca y arahuacos en la Sierra Nevada de Santa Marta y también tuvo que afrontar el paro agrario del 2013 después fue designado por el ministro de ambiente de ese entonces Rubén Darío Lizarralde
Fue Viceministro de desarrollo rural del Ministerio de Agricultura y Desarrollo rural donde representó al gobierno en la sustitución de cultivos ilícitos, el acceso a tierras y la agricultura en el País, posteriormente trabajo para el Ministerio para el Posconflicto, los derechos humanos y la seguridad como su Director de seguridad durante tres meses con el coronel Naranjo dicho ministerio fue creado durante el Acuerdo de Paz con las FARC, luego de lo cual fue nombrado por el recién escogido Ministro de Defensa Luis Carlos Villegas para que fuera su Viceministro durante el gobierno Santos. Ocupó otros cargos directivos en entidades como INCODER, Unidad de Restitución de Tierras, UPRA y el Fondo de Inversiones para la Paz.
En junio de 2021 fue nombrado Secretario de Seguridad, Convivencia y Justicia de Bogotá por la Alcaldesa de Bogotá Claudia López cargo que ocupó hasta su renuncia en enero de 2023.

## Familia

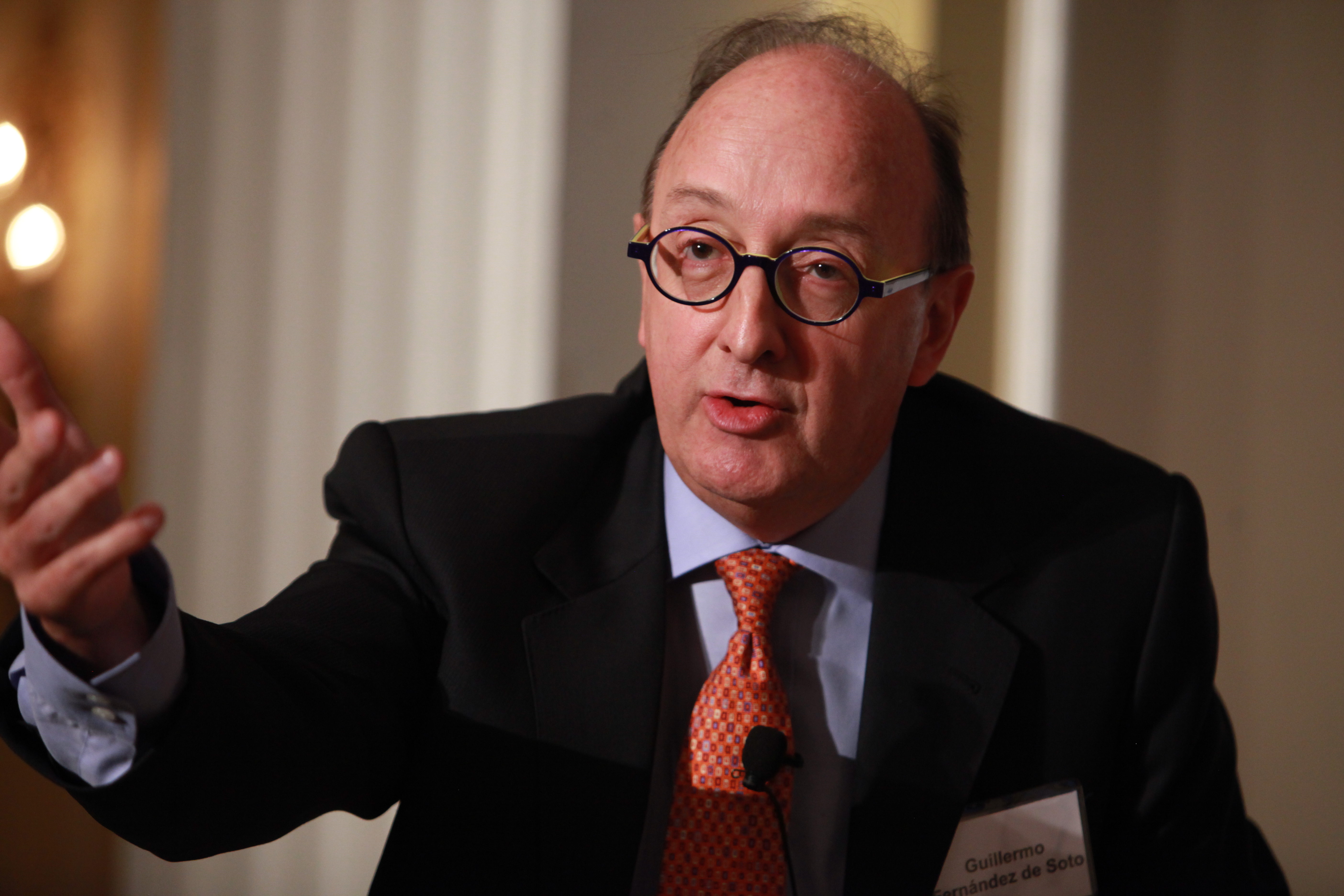
Guillermo Fernández de Soto, su tío.

Aníbal es miembro de la aristocracia colombiana, siendo sus padres era el político Aníbal Fernández de Soto Valderrama y María Eugenia Camacho Romero.
Su padre era hermano del político Guillermo Fernández de Soto, y ambos eran sobrinos nietos de los expresidentes Carlos y Jorge Holguín Mallarino, y bisnieto del patriarca de la familia Holguín, Vicente Holguín Sánchez.
Su madre era sobrina de los oficiales Luis Carlos (exministro de Defensa de 1978 a 1982), Alberto (exdirector de Indumil), y Bernardo Camacho Leyva (ex director de la Policía de 1965 a 1971). Sus primos eran el político conservador Roberto Camacho Weverberg, el jinete y oficial del ejército Gustavo Matamoros Camacho (excomandante del ejército de 2010 a 2011), y el dirigente deportivo Enrique Camacho Matamoros (presidente de Millonarios desde 2011). Los oficiales Camacho era sobrinos tataranietos del prócer de la independencia José Joaquín Camacho, de quien también desciende el expresidente Juan Manuel Santos.